# Radio Nederland
Radio Nederland, oficialmente Radio Nederland Wereldomroep o RNW, fue desde 1947 hasta 2012 la emisora pública internacional de los Países Bajos. Tras su disolución fue creada una nueva entidad llamada RNW Media, que comenzó a operar el 1 de enero de 2013.
Radio Nederland emitía por onda corta, a la vez que producía programas que transcribía desde su sede principal en Hilversum, a estaciones de radio locales de diferentes países del mundo. En las últimas décadas, la emisora internacional de los Países Bajos se había convertido también en una productora multimedia, con producciones destinadas a un público internacional que vivía en países donde la libertad de expresión se encontraba limitada debido a legislaciones y tabúes. En su última etapa, los temas centrales que cubría Radio Nederland fueron la democracia y el buen gobierno, los derechos humanos y los derechos sexuales. El sitio web oficial de RNW en español pasó a llamarse El Toque.com, a la vez que tuvo otros sitios web en árabe, francés e inglés. 
Radio Nederland como emisora internacional neerlandesa emitía por onda corta y vía satélite, finalizando sus transmisiones regulares en varios idiomas el 29 de junio de 2012.

## Historia

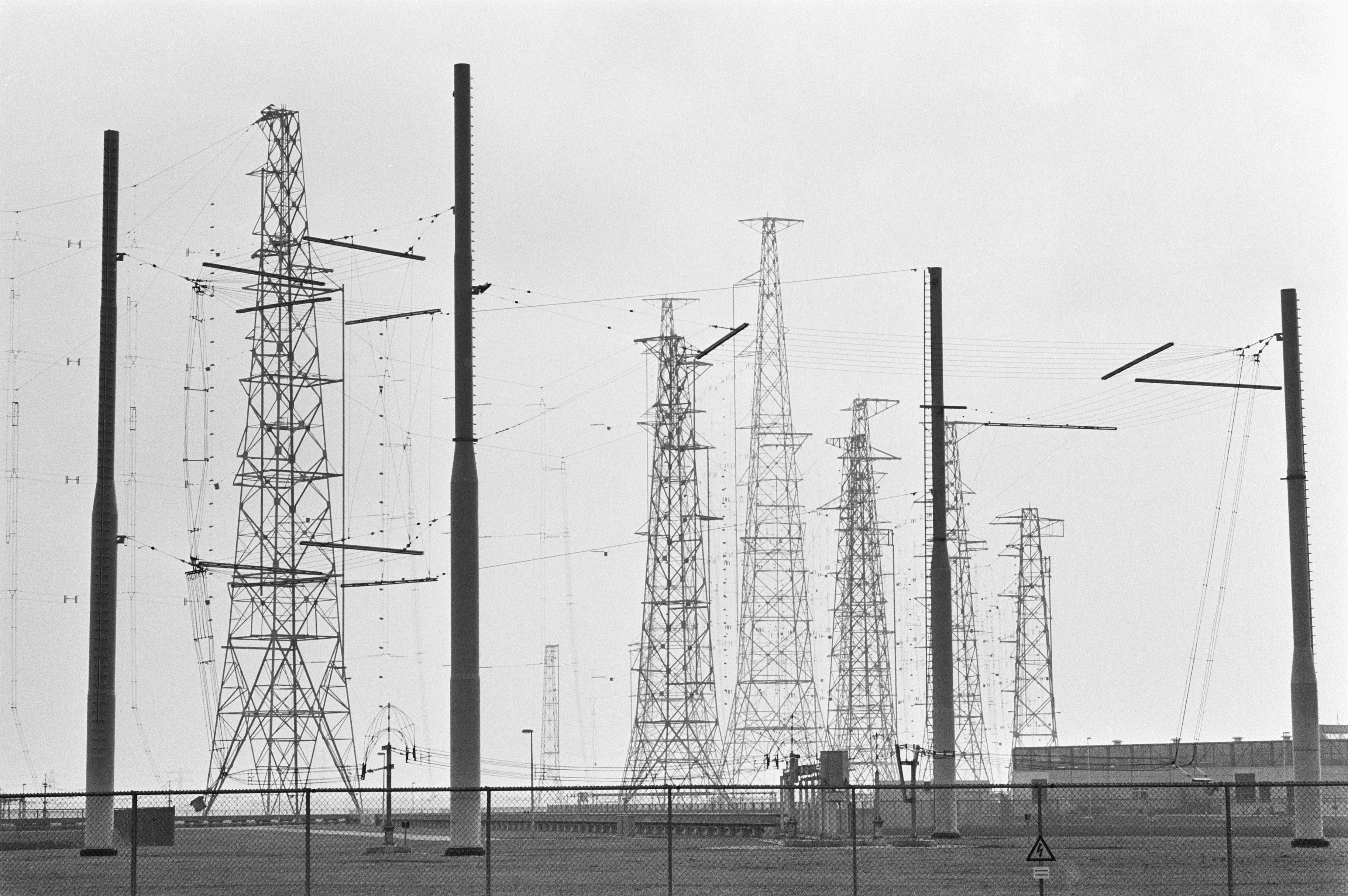
Parque de transmisores de Radio Nederland en Flevopolder en 1985

### Antecedentes
La PCJJ, conocido posteriormente como PCJ, fue una estación de onda corta de la compañía Philips de Eindhoven la cual comenzó a emitir el 11 de marzo de 1927 para cubrir la distancia de 12 000 km entre Holanda y las Indias Orientales Neerlandesas. Más tarde salió al aire la PHOHI (por Philips Omroep Holland-Indië; en español: Estación Philips para las Indias Neerlandesas) con programas en holandés.
La invasión alemana a Holanda en 1940 interrumpió las transmisiones de la PHOHI (pronunciada en neerlandés: 'foji') la cual deliberadamente dejó inoperantes sus antenas, para que éstas no fueran utilizadas por los nazis. Así, desde 1940 a 1944, el gobierno neerlandés en el exilio debió producir desde Londres un programa de radio para la Holanda ocupada, llamado Radio Oranje. utilizando el nombre de la casa real holandesa. Radio Oranje contó con el apoyo técnico y logístico de la BBC, quien le proveyó de estudios y transmisores de radio para su salida al aire. Tras la Segunda Guerra Mundial, un decreto real del 17 de septiembre de 1944 puso el sector radio bajo el control del gobierno, y el 3 de octubre de 1944 salió al aire desde Eindhoven Radio Herrijzend Nederland, sucesora de la PHOHI. El 24 de mayo de 1945 se reiniciaron los programas para los holandeses que residían en el exterior, y en julio de ese mismo año se creó la Stichting Radio Nederland in den Overgangstijd o Fundación Radio Nederland en periodo de transición, en español, organismo que se hizo cargo de las transmisiones nacionales e internacionales.

### Nacimiento de Radio Nederland
El 15 de abril de 1947 se fundó la Stichting Radio Nederland Wereldomroep (Fundación Radio Nederland Radiodifusión Mundial), encargada de las transmisiones de la radio pública holandesa para el exterior. En ese mismo año surgieron los servicios en neerlandés, inglés, español e indonesio. En 1949 se iniciaron las emisiones en árabe y afrikáans.

### Expansión

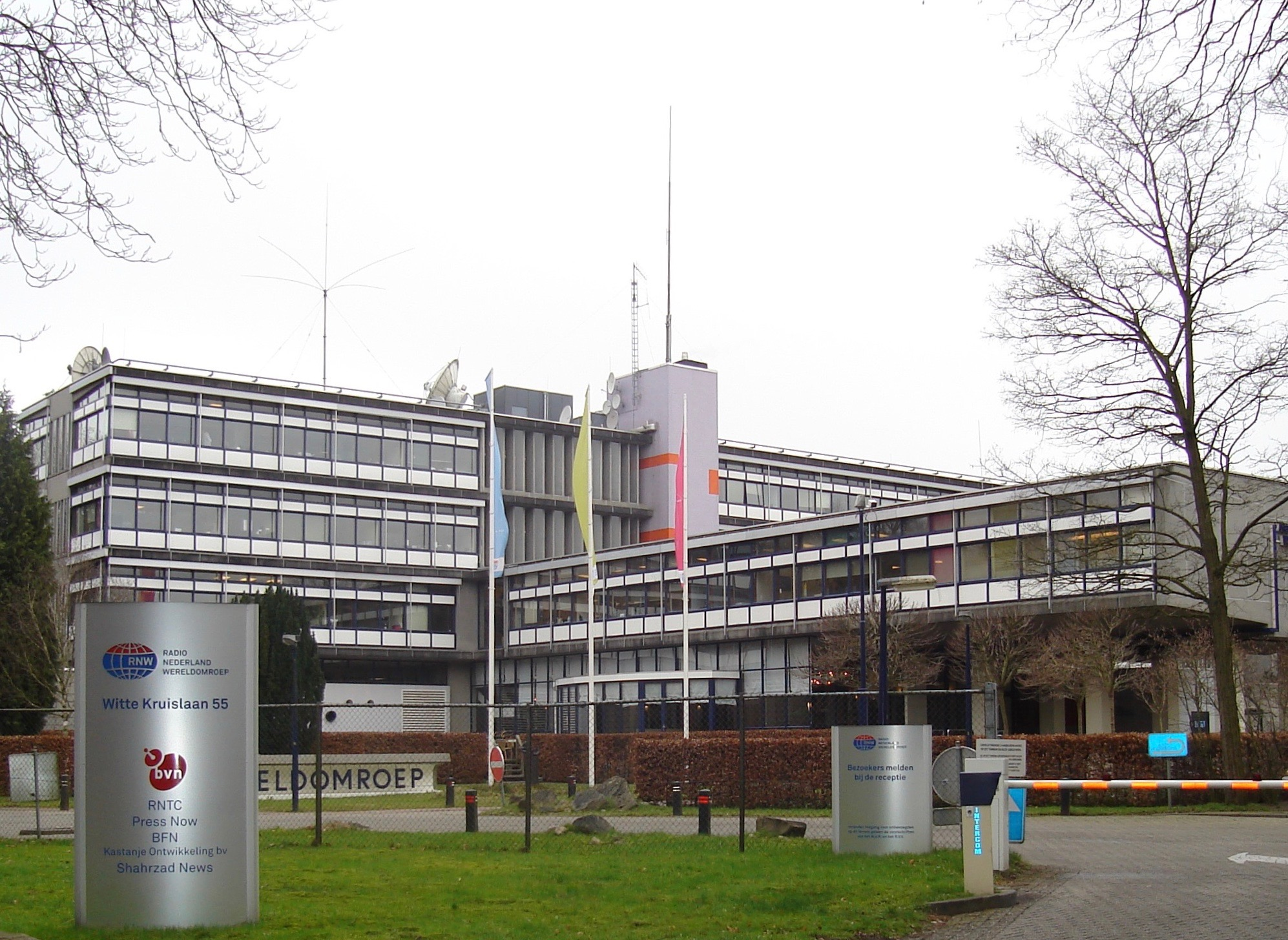
El edificio principal de oficinas y estudios de Radio Nederland en 2008

En 1950 se creó un departamento para recopilar y distribuir los programas de Radio Nederland a estaciones afiliadas en el exterior. En 1952, Radio Nederland ya contaba con transmisiones destinadas específicamente a los holandeses residentes en Canadá, Nueva Zelanda y Australia.
En 1964, el departamento de música de Radio Nederland ya se destacaba por la preparación de grabaciones en sonido estereofónico para emisoras de FM extranjeras. El Centro de Capacitación de Radio Nederland o Radio Nederland Training Centre (RNTC) fue fundado en 1968. El servicio en francés comenzó en 1969, y en 1974 las emisiones en portugués para Brasil.
En 1994, se incrementaron las transmisiones en neerlandés para Europa a 12 horas diarias. En ese año, Radio Nederland empezó a trabajar en conjunto con otras radiodifusoras para el intercambio y coproducción de programas. Una oficina de Radio Nederland en África occidental fue establecida en 1995 para servir a los oyentes de esa área, vía estaciones de radio locales.

### Fin de los programas de radio

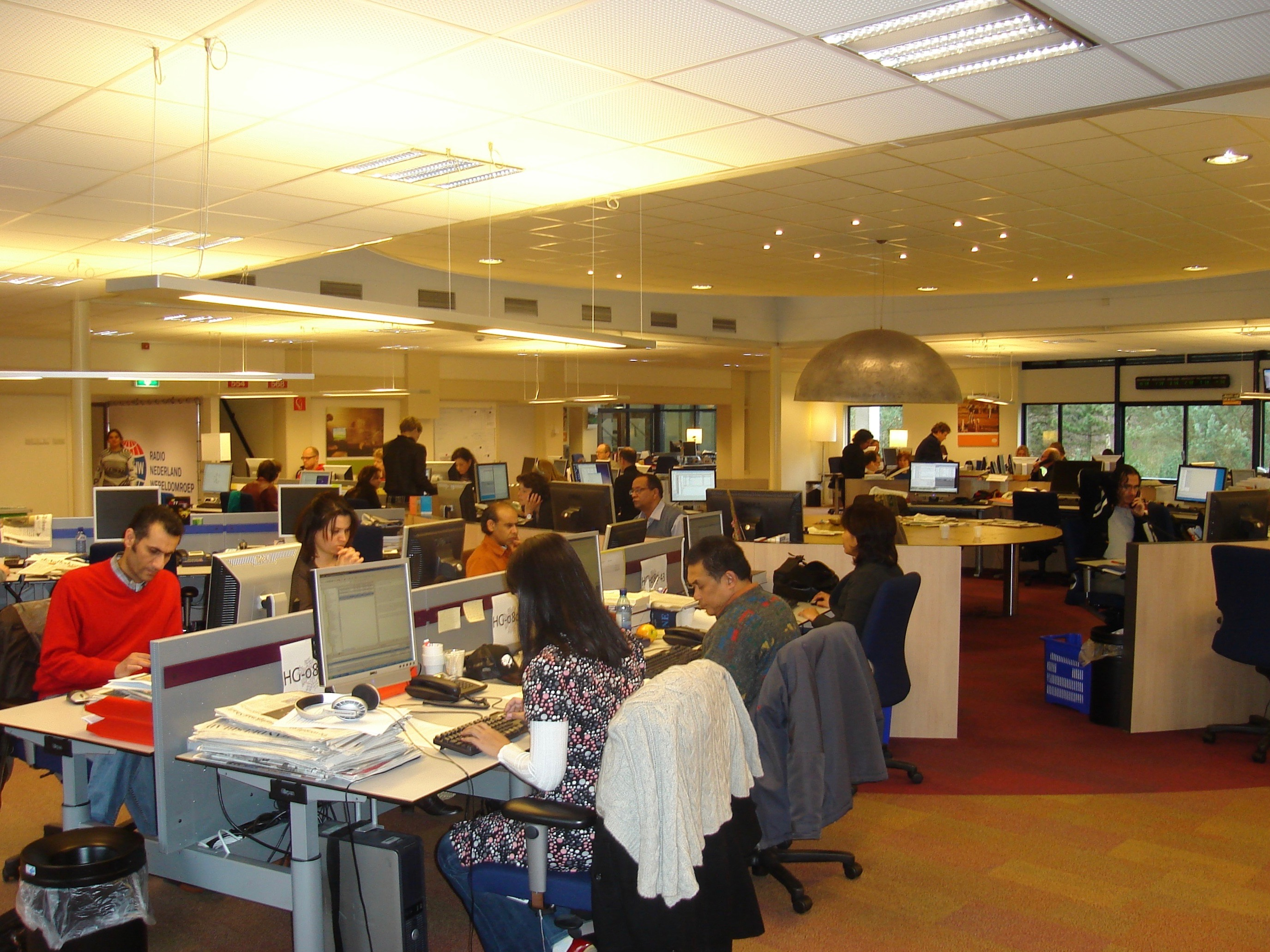
La redacción central de Radio Nederland en 2008

En 2011, el gobierno neerlandés recortó el presupuesto de Radio Nederland en un 70 por ciento. Como consecuencia, Radio Nederland sufrió una reorganización, comenzando por los programas de radio en neerlandés, los cuales concluyeron el 11 de mayo de 2012. Los programas regulares en inglés y español finalizaron el 29 de junio de 2012. El departamento en portugués para Brasil, que solo contaba con un programa semanal y una página web fue clausurado el 1 de julio de 2012. Los departamentos de editoriales y el de música fueron igualmente cerrados.

### Señal de intervalo
La señal de intervalo o de identificación característica de Radio Nederland consistía  en una grabación de los sonidos del carrillón de la catedral de Breda, en la cual un experto intérprete, utilizando las palancas y teclados del juego de campanas tocaba Merck toch hoe sterck, o Mirad con qué fuerza (en español), una canción patriótica holandesa de la Guerra de los Ochenta Años.

### Transmisores de onda corta
Radio Nederland inauguró en 1969 sus estaciones repetidoras de onda corta en Bonaire, luego de experimentar algún tiempo con los transmisores de onda media y onda corta de la emisora religiosa Radio Trans Mundial localizada en dicha isla de las Antillas Neerlandesas. En tanto en 1972 fue inaugurado los transmisores en Madagascar, a fin de mejorar la cobertura en diversas área de África y Asia. Desde 1985 y hasta el 27 de octubre de 2007 Radio Nederland arrendó un parque de transmisores de onda corta perteneciente a la empresa NOZEMA, ubicado en el pólder de Flevo.  En 2007 se anunciaron transmisiones experimentales de Radio Nederland en onda corta según el estándar Digital Radio Mondiale desde Bonaire. Radio Nederland en su historia también utilizó los transmisores de otras emisoras internacionales de onda corta, tales como los de la BBC en Isla Ascensión, los de la Deutsche Welle en Wertachtal y Sines, los de la La Voz de Rusia en Alma Ata, Irkutsk, Chitá, Taskent, Petropávlovsk-Kamchatski y Kaliningrado, los de Radio Canadá Internacional en Sackville, y los de la La Voz de América en Greenville. De igual manera, NHK World Radio Japón y la Deutsche Welle emplearon los transmisores de Radio Nederland en Bonaire para transmitir sus propias programaciones.
El 30 de junio de 2012 tuvo lugar la última transmisión de la estación repetidora de Bonaire.

### Televisión
Radio Nederland estableció un departamento de televisión en 1960 para la producción y venta, en el mercado internacional, de documentales y filmes animados. En 1996, Radio Nederland creó en colaboración con la Nederlandse Omroep Stichting un canal de TV en neerlandés destinado a Europa llamado Zomer-TV (Verano-TV). En 1998, fue fundado BVN (acrónimo de het Beste van Vlaanderen en Nederland; español: lo mejor de Flandes y los Países Bajos). BVN había surgido como una alianza estratégica entre Radio Nederland, la Nederlandse Publieke Omroep y la Vlaamse Radio- en Televisieomroep. En 2012, Radio Nederland se retiró de la alianza.

## Público objetivo
RNW destina sus producciones al público que vive en los siguientes países considerados prioritarios:
| Idioma           | País |
| ---------------- | --- |
| Árabe            | Arabia Saudita, Egipto, Libia, Marruecos, Siria y Yemen                                                      |
| Chino            | China |
| Español          | Cuba, México y Venezuela                                                                                     |
| Francés e inglés | Burundi, Costa de Marfil, Nigeria, Uganda, República Democrática del Congo, Ruanda, Sudán del Sur y Zimbabue |

La audiencia primaria de RNW son las personas con edades entre los 15 y 30 años.

## RNTC
RNTC (Radio Nederland Training Centre; español: Centro de Capacitación de Radio Nederland) es un instituto que ofrece cursos para periodistas, productores de programas, profesionales de medios impresos y en línea; así como ejecutivos de medios.  Igualmente provee capacitación para empresas de medios. Fue creado en 1968 y tiene experiencia sobre el papel que juegan los medios en la sociedad, especialmente en los países en desarrollo. Su oficina se encuentra en Hilversum.

## El Toque

### Radio
El Toque fue un microprograma de radio en español de RNW, disponible en formato de podcast, que comenzó su emisión el 4 de noviembre de 2012. El Toque era transmitido también por onda corta a través del emisor de WHRI en Cypress Creek, Carolina del Sur.  El 1 de julio de 2014 se anunció que el microprograma dejaría de emitirse el primer viernes de agosto de 2014. La medida obedeció a una renovación de la plataforma en línea y a la creación de nuevos formatos dirigidos al público joven. El último programa de El Toque se hizo el 1 de agosto de 2014.

### Internet
Durante varios años la página principal de Radio Nederland en español fue el sito Informa RN.nl, pasando en los últimos años RNW a El Toque.com,  plataforma que fue lanzada el 7 de enero de 2014.  Sustituye al sitio web InformaRN.nl El Toque.com ofrecía blogs, infografías, artículos, videos, fotos y enlaces a Facebook y Twitter. El Toque.com tenía enlace a la plataforma Hablemos de Sexo y Amor, la cual informa sobre sexualidad y salud sexual, dirigida a adolescentes y jóvenes de todo el mundo.